# Hammermøllen
Hammermøllen i Hellebæk Sogn er en vanddrevet mølle ved Hellebækken. Den var en af syv vandmøller som med værkstederne i Bøssemagergade udgjorde Kronborg Geværfabrik. Den første vandmølle i Hellebæk blev opført som kornmølle i 1576. Våbenproduktionen begyndte i 1601 i den nyetablerede hammermølle centralt i Hellebæk. Den nuværende mølle er fra 1765. Den var fortrinsvis benyttet til smedning af geværløb indtil 1870, hvor geværfabrikken blev nedlagt. Efter mere end 20 års restaureringsarbejde kunne Hammermøllen genindvies i 1982.
Hammermøllen drives og vedligeholdes i 2025 af Hellebæk-Aalsgaard Egnshistoriske Forening.

## Vandmøllens historie
Da Frederik 2. lod Kronborg opføre, blev der brug for vanddrevne møller, og et omfattende kanal- og inddæmningsarbejde begyndtes i skovene omkring Hellebæk. I 1576 blev den første mølle, en kornmølle, opført nær stranden og fik navnet Kongens Mølle.
Christian 4. ville udnytte dette vandkraftsystem til våbenproduktion, og i 1598 lod han den første hammermølle i Hellebæk opføre. I år 1600 kom et kanonstøberi i Helsingør. Kanonerne blev udboret og afprøvet i Hammermøllen. På møllen blev der fremstillet bygningsbeslag og en del våben. Mestersmeden Casper Fincke arbejdede her fra 1622 til 1630.
Hammermøllen blev anlagt år 1600 som en kobbermølle og grovsmedje og var i de næste år undertiden i privatmænds eje; således var den en kort tid i hænderne på kobbersmed Henrik Ehm, der fra 1656 havde haft en kobbermølle ved Kronborg, men 1659 ombyttede den med Hammermøllen (Ehm ejede også en tid Holmegaard ved Hornbæk, som han 1662 skødede til Eiler Holck til S. Elkjær, kommandant på Kronborg); han havde den dog kun til 1664. Hammermøllen blev nogle år senere omdannet til geværfabrik af staten, under navnet "Kronborg Geværfabrik". Peter Westhof fik 1669 kongeligt brev på at drive den som sådan, men den forfaldt i de næste år og var på forskellige hænder, snart som forpagtning, snart som eje, flere gange var den endda midlertidigt nedlagt, indtil krigskommissær Stephen Hansen fik den 1743 og bragte den i fremdrift.
Under krigen mod Sverige 1658 - 1660 blev mange møller og værksteder ødelagt. Derfor var produktionen ustabil i flere år.
I 1743 købte regimentskvartermester Stephen Hansen Kronborg Geværfabrik, som værket nu kaldtes. I 1765, samme år som den nuværende Hammermølle blev opført, solgte Stephen Hansen virksomheden til staten for 120.000 rigsdaler i 1765. Staten prøvede uden held at drive virksomheden rentabelt, og efter adskillige intriger ved hoffet blev værket og Hellebæk Gods den 3. maj 1769 solgt til skatmester og lensbaron Heinrich Schimmelmann for 70.000 rigsdaler efter, at der året i forvejen havde været tale om at sælge den til Johan Frederik Classen.
I 1770'erne blev vallonske bøssemagere indforskrevet, og til dem blev Mesterboligerne og Skæftergården langs Bøssemagergade opført. Husene rummede både værksteder og boliger for mestrene og deres svende. Produktionen voksede, og i mange år blev der leveret ca. 6000 geværer årligt til hæren. Sidst i 1700-tallet beskæftigede Kronborg Geværfabrik 150 - 200 mand.
Den 1. april 1870 blev geværfabrikken nedlagt, da Hammermøllen med vandværk, bevilling på krohold og brændevinshandel bortsolgtes af fideikommiset, og få år efter oprettedes Hellebæk Klædefabrik. Hellebæk Klædefabrikker med arbejderboliger (et 1873 stiftet aktieselskab, der 1895 beskæftiger omtrent 200 personer producerede ved århundredeskiftet årligt for omkring 400.000 kroner klædevarer og 300.000 kroner bomuldsvarer.
Godset var i familien Schimmelmanns eje til 1946, hvor det blev beslaglagt i henhold til Lov om Tysk og Japansk ejendom.

### Hellebækken
Frederik 2.'s vandsystem har i 400 år givet kraft til forskellige former for industri. Hellebæk-Aalsgaard Egnshistoriske Forening gik i 1960'erne i gang med at restaurere Hammermøllen. Ved udgravninger fandtes velbevarede fundamenter, der sammenholdt med gamle billeder og tegninger satte arkitekt Vagn Kieler i stand til i samarbejde med Nationalmuseet at udføre pålidelige arbejdstegninger.
Ved bidrag fra staten, amtet, kommunen, private fonde og Støtteforeningen Hammermøllens Venner lykkedes det at få Hammermøllen restaureret, så den kunne indvies den 10. november 1982.
I 1987 blev den genopførte ludetilbygning taget i brug.
1 1991 flyttede Hellebæk-Aalsgaard Egnshistoriske Arkiv ind på Hammermøllen. I 1995 blev hele stueetagen taget i brug til café og udstilling. I august 1998 fik Hammermøllen udskiftet sine to vandhjul.